# Daucus guttatus
Espèce
Daucus guttatus est une espèce de plantes à fleurs annuelles de la famille des Apiaceae et du genre Daucus, originaire de l'est de la région méditerranéenne et du Moyen-Orient.

## Taxonomie
L'espèce est décrite en premier par le botaniste britannique James Edward Smith en 1806, qui la classe dans le genre Daucus sous le nom binominal Daucus guttatus, dans (la) Florae Graecae prodromus, vol. 1 (lire en ligne), p. 184,.
Toutes les fleurs de l'ombelle centrale sont pigmentées, tandis que les ombelles périphériques ne présentent qu'une seule fleur pigmentée au centre. Très probablement, ce caractère remarquable a conduit Smith à choisir l'épithète spécifique guttatus (de gutta = goutte, marque en forme de tache), en référence à l'aspect tacheté foncé de l'ensemble de l'inflorescence fleurie.

### Synonymes
Daucus guttatus a pour synonymes :
- Daucus arenicola Pančić ex Boiss.[4]
- Daucus bicolor Sm.[4]
- Daucus guttatus Sm. var. brachylaenus (Boiss.) Hayek[2]
- Daucus hirsutus DC.[1],[4]
- Daucus microsciadius Boiss.[1],[2],[4]
- Daucus scabrosus Bertero ex DC.[4]
- Daucus setulosus Guss. ex DC.[4]
- Daucus setulosus Guss. ex DC. var. brachylaenus Boiss.[2]
- Daucus speciosus Ces.[1],[4]

Daucus setulosus est parfois considéré comme un synonyme de Daucus guttatus. Cependant, une étude moléculaire et morphologique de 2016 affiche clairement que ce sont deux espèces différentes,.

### Noms vulgaires et vernaculaires
Dans les pays où cette espèce est indigène, elle est appelée :
- en albanais karotë ;
- en bulgare четинест морков ;
- en hébreu גֶּזֶר עָדִין (gezer adin) ;
- en italien carota bicolore ;
- en turc benekli havuç.

### Sous-espèces
Il existe deux sous-espèces :
- Daucus guttatus subsp. guttatus (type) ;
- Daucus guttatus subsp. zahariadii Heywood, 1968, présente en Roumanie, Bulgarie et Serbie.

## Description

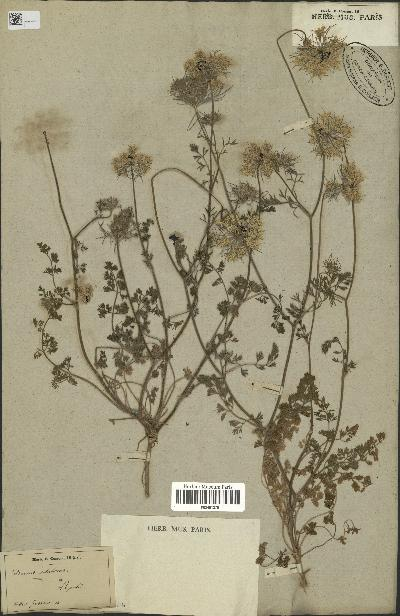
Spécimen d'herbier.

### Appareil végétatif
C'est une plante annuelle ; les tiges mesurent jusqu'à 30 cm et sont érigées, ramifiées, hispides à glabres. Les feuilles sont à 2 à 3 pennes, les segments sont très divisés, linéaires, légèrement hispides. 

### Appareil reproducteur
Les ombelles sont pédonculées, très petites, ayant jusqu'à sept rayons. Les bractées sont divisées, linéaires, plus longues que l'ombelle. Les pétales sont jaunâtre à blanc, très petits ; les styles sont très courts. 
Toutes les fleurs de l'ombelle centrale sont pigmentées, tandis que les ombelles périphériques ne présentent qu'une seule fleur pigmentée au centre. Très probablement, ce caractère remarquable a conduit Smith à choisir l'épithète spécifique guttatus (gutta= goutte, marque en forme de tache), en référence à l'aspect tacheté foncé de l'ensemble de l'inflorescence fleurie. Ce motif de couleur ne serait présent chez aucune autre espèce décrite de Daucus, puisque lorsque des fleurs sombres sont présentes chez d'autres espèces, elles ne se trouvent que dans une ou quelques ombellules dans la partie centrale de l'ombelle. Les bractées sont entières, triséquées ou pennatiséquées, et ne dépassent pas le périmètre de l'ombelle. La combinaison de ces caractères morphologiques est extrêmement rare dans le genre, elle est donc considérée comme diagnostique pour l'identification de D. guttatus.
Le fruit est un petit méricarpe oblong, d'environ (2,0)2,5-4,5 mm de long (sans le style) et 1,0–1,5 mm de large (sans la crête basale) ; les crêtes primaires ont de nombreux poils multisériés, les crêtes commissurales étant très espacées ; les crêtes secondaires ont une rangée d'épines blanches, plus longues de 1–1,5 fois la largeur du fruit, fines, raides, légèrement confluentes à la base, scabreuses ou lisses, glochidiées ; les faisceaux vasculaires sont petits ; les bandelettes du fruit sécrétoires d'huiles essentielles (vittae) sont grandes, de section triangulaire. 
En général, les crêtes basales sont très bien développées et très apparentes dans les fruits matures (0,3–1,0 mm de large), ce qui constitue une caractéristique morphologique à haute valeur discriminante. Étant donné que les crêtes se développent principalement au cours du stade final de la maturation, les crêtes des fruits immatures peuvent être peu visibles ou très réduites, ce qui peut conduire à des identifications incorrectes.

## Habitat et répartition
L'espèce se rencontre sur la moitié est de la région méditerranéenne et au Moyen-Orient, généralement dans des environnements côtiers (jusqu'à 100 km à l'intérieur des terres), à l'ouest jusqu'en Italie et en Libye, au nord jusqu'en Roumanie, à l'est jusqu'en Iran, au sud jusqu'en Égypte.

## Menaces et conservation
Le genre Daucus figure à l'annexe I du Traité international sur les ressources phytogénétiques pour l'alimentation et l'agriculture. D. guttatus est classée « espèce vulnérable » (VU) sur la liste rouge des plantes de Chypre, où elle est présente uniquement dans le parc forestier national de Rizoelia qui est par ailleurs une zone Natura 2000.